# 徳治
徳治（、旧字体：德治）は、日本の元号の一つ。嘉元の後、延慶の前。1306年から1308年までの期間を指す。この時代の天皇は後二条天皇、花園天皇。鎌倉幕府将軍は久明親王、守邦親王。執権は北条師時。

## 改元
- 嘉元4年12月14日（ユリウス暦1307年1月18日）：天変により改元。
- 徳治3年10月9日（ユリウス暦1308年11月22日）：延慶に改元。

## 徳治期におきた出来事
3年守
- 8月10日：守邦親王が鎌倉幕府の第9代（最後の）将軍に就任。
- 8月25日：後二条天皇崩御。翌日に花園天皇践祚。

## 西暦との対照表
※は小の月を示す。
| 徳治元年（丙午） | 一月      | 二月※ | 三月  | 四月※ | 五月  | 六月※ | 七月  | 八月 | 九月※   | 十月  | 十一月※ | 十二月   |           |
| ---------------- | --------- | ----- | ----- | ----- | ----- | ----- | ----- | ---- | ------- | ----- | ------- | -------- | --------- |
| ユリウス暦       | 1306/2/14 | 3/16  | 4/14  | 5/14  | 6/12  | 7/12  | 8/10  | 9/9  | 10/9    | 11/7  | 12/7    | 1307/1/5 |           |
| 徳治二年（丁未） | 一月※     | 二月※ | 三月  | 四月※ | 五月  | 六月※ | 七月  | 八月 | 九月※   | 十月  | 十一月  | 十二月※  |           |
| ユリウス暦       | 1307/2/4  | 3/5   | 4/3   | 5/3   | 6/1   | 7/1   | 7/30  | 8/29 | 9/28    | 10/27 | 11/26   | 12/26    |           |
| 徳治三年（戊申） | 一月      | 二月※ | 三月※ | 四月  | 五月※ | 六月  | 七月※ | 八月 | 閏八月※ | 九月  | 十月※   | 十一月   | 十二月    |
| ユリウス暦       | 1308/1/24 | 2/23  | 3/23  | 4/21  | 5/21  | 6/19  | 7/19  | 8/17 | 9/16    | 10/15 | 11/14   | 12/13    | 1309/1/12 |